# Paweł Jochym
Paweł Tomasz Jochym (ur. 1 stycznia 1966 w Krakowie) – polski fizyk, zajmujący się fizyką komputerową i fizyką teoretyczną. Pracownik krakowskiego Instytutu Fizyki Jądrowej PAN w Zakładzie Komputerowych Badań Materiałów.

## Życiorys
W 1994 uzyskał stopień naukowy doktora na Wydziale Matematyki i Fizyki Uniwersytetu Jagiellońskiego na podstawie pracy Stability and Evolution of the Three Dimensional Heisenberg Model (promotor: Krzysztof Zdzisław Sokalski). Stopień doktora habilitowanego zaś w 2011 w Instytucie Fizyki Jądrowej PAN, gdzie także pracuje zawodowo. Współautor 57 publikacji w indeksowanych czasopismach naukowych. Zajmuje się głównie komputerowym modelowaniem zjawisk w ciałach stałych za pomocą technik teorii funkcjonału gęstości oraz dynamiki molekularnej.
W 2001 współzałożyciel polskiej wersji Wikipedii (wraz z Krzysztofem P. Jasiutowiczem).
Laureat nagrody Internetowy Obywatel Roku 2004, przyznawanej przez stowarzyszenie Internet Obywatelski. Uhonorowany 27 stycznia 2005 za stworzenie i twórczy wkład w rozwój Wikipedii. W 2015 „za zasługi w działalności na rzecz rozwoju nauki” został odznaczony Brązowym Krzyżem Zasługi.